# Walleria
Walleria, biljni rod iz porodice Tecophilaeaceae, dio reda Asparagales. Postoje tri priznate vrsta, geofiti s lukovicom) iz tropske i južne Afrike
Rod je opisan 1864.

## Vrste
1. Walleria gracilis (Salisb.) S.Carter
2. Walleria mackenziei J.Kirk
3. Walleria nutans J.Kirk

## Sinonimi
- Androsyne Salisb.